# Forță electromotoare
Tensiunea electromotoare este o mărime fizică egală cu tensiunea electrică la bornele unui generator electric în circuit deschis (la mersul în gol).
Are același sens cu curentul ce străbate circuitul la închiderea sa, spre deosebire de tensiunea contra-electromotoare - care se opune sensului normal al curentului. (Termenul de t.e.m. nu definește o forță în sens de interacție între corpuri, căci nu apare așa ceva, ci o forță motoare care formează o tensiune electrică.)
Poate fi generată prin inducție electromagnetică (la generatoarele electrice), prin procese electrochimice (la elementele galvanice), prin efecte termoelectrice, efecte fotoelectrice, fotomagnetoelectrice etc.
Poate fi definită matematic ca produs între sarcina electrică și circulația vectorului câmp electric imprimat (neelectrostatic ca origine) Ei sau ca circulație a forței câmpului pe curba închisă a circuitului Γ:
{\displaystyle {\mathcal {E}}=q\oint _{\Gamma }\mathbf {E_{i}} d\mathbf {l} .} 
Tensiunile electromotoare de origine neelectrostatică sunt necesare pentru a menține circulația unui curent continuu în conductoare.

## Istoric
Michael Faraday a localizat în 1830 sursa forței electromotoare a pilei voltaice la interfețele electrod-electrolit.

## Termodinamica electrochimică
Forța electromotoare apare în expresia energiei libere Gibbs dG aplicată funcționării unei celule electrochimice sub forma unui produs cu cantitatea de electricitate generată sau absorbită de o celulă electrochimică:
{\displaystyle dG=-SdT+VdP+{\mathcal {E}}dQ\ ,}